# Wapen van Dreischor

Wapen van Dreischor

Het wapen van Dreischor werd op 31 juli 1817 bevestigd door de Hoge Raad van Adel aan de Zeeuwse gemeente Dreischor. Per 1961 ging Dreischor op in de gemeente Brouwershaven, sinds 1997 onderdeel van gemeente Schouwen-Duiveland. Het wapen van Dreischor is daardoor definitief komen te vervallen als gemeentewapen.

## Blazoenering
De blazoenering van het wapen luidde als volgt:
Zijnde van lazuur met 3 schapen van zilver staande 2 en 1, elk op zijn terras van sijnople.
De heraldische kleuren zijn lazuur (blauw), zilver (wit) en sinopel (groen). In het register van de Hoge Raad van Adel wordt geen beschrijving gegeven, slechts een afbeelding. De naam Dreischor wordt overigens in het register geschreven als Drijschor.

## Verklaring
Het is een sprekend wapen. De drie schapen bevinden zich op een groene schor. Het wapen werd gebruikt als heerlijkheidswapen en komt reeds voor op een schilderij uit 1540. In de Nieuwe Cronyk van Zeeland door Smallengange (einde 17e eeuw) wordt echter een tweede heerlijkheidswapen vermeld: een gegeerd wapen in goud en blauw. In de Historisch-topografische atlas 'Zelandia Illustrata' van het Koninklijk Zeeuwsch Genootschap der Wetenschappen staat het wapen van circa 1800 echter in goud en rood weergegeven.

## Verwant wapen
De drie schaapjes uit het wapen van Dreischor zijn naderhand opgenomen in het schildhoofd van het wapen van Sirjansland:

Wapen van Sirjansland